# アンヌ＝カロリーヌ・ショソン
アンヌ＝カロリーヌ・ショソン（Anne-Caroline Chausson, 1977年10月8日 - ）は、フランスの自転車競技選手である。マウンテンバイクレースで複数の世界タイトルを獲得した。愛称はアンカロ。

## 来歴
ディジョン生まれで、BMXをきっかけに自転車競技の世界に入り、マウンテンバイク転向後、多くの世界タイトルを獲得した。2008年の北京オリンピックにBMXで出場することを自身のブログで表明した。
2008年5月、太原で行われたBMX・世界選手権では、イギリスのシャネーズ・リードに惜敗し2位。雪辱を期して挑んだ北京オリンピックのBMX決勝では、スタートからリードと激しく競り合い、金メダルの行方はゴール勝負にまで持ち込まれるかと思われたが、最終コーナー付近において、リードがうまくカーブを曲がりきれずに転倒。対して、この動きをうまく避けきったショソンは、その後他を圧倒し、見事オリンピックBMX種目の初代女王に輝いた。

## 所属チーム
- Sunn Montgenèvre

## 主な成績
- ジュニア・ダウンヒル世界チャンピオン　1993年～1995年
- ダウンヒル世界チャンピオン　1996年～2003年、2005年
- デュアル世界チャンピオン　2000年～2001年
- フォークロス世界チャンピオン　2002年～2003年
- 北京オリンピックBMX 金メダル 2008年

## 註
1. ↑  Chausson, Anne-Caroline (2007年1月6日). “2007: retour aux sources” (フランス語). Anne Caro Chausson. 2007年5月24日閲覧。